# Leone Nakarawa
Leone Nakarawa (* 2. dubna 1988, Tavua) je fidžijský ragbista hrající jako hráč druhé řady za francouzský klub Castres. V roce 2015 vyhrál s Glasgow Warries PRO12 a Nakarawa byl vybrán jako nejlepší hráč finále. Jako hráč Racingu 92 byl vybrán do nejlepší sestavy francouzské ligy v sezoně 2015/16. V roce 2018 byl vybrán jako nejlepší hráč Evropského poháru mistrů.
Se sedmičkovou reprezentací vyhrál letní olympijské hry v roce 2016. Zúčastnil se MS 2011, MS 2015 a MS 2019. Na světovém šampionátu z roku 2015 byl vybrán do nejlepší sestavy turnaje. 